# St. Bernhard (Thüringen)
St. Bernhard ist eine Gemeinde im Landkreis Hildburghausen im fränkisch geprägten Süden des Freistaats Thüringen. Die Gemeinde gehört der Verwaltungsgemeinschaft Feldstein an. Der Verwaltungssitz ist in der Stadt Themar.

## Geographie
St. Bernhard liegt südlich von Beinerstadt auf dem St. Bernharder Muschelkalkplateau auf steinigen und kargen Böden. Die Höhenlage über NN schwankt zwischen 380 und 470 Meter. Bis zur Grenze zwischen Bayern und Thüringen ist es nicht weit.

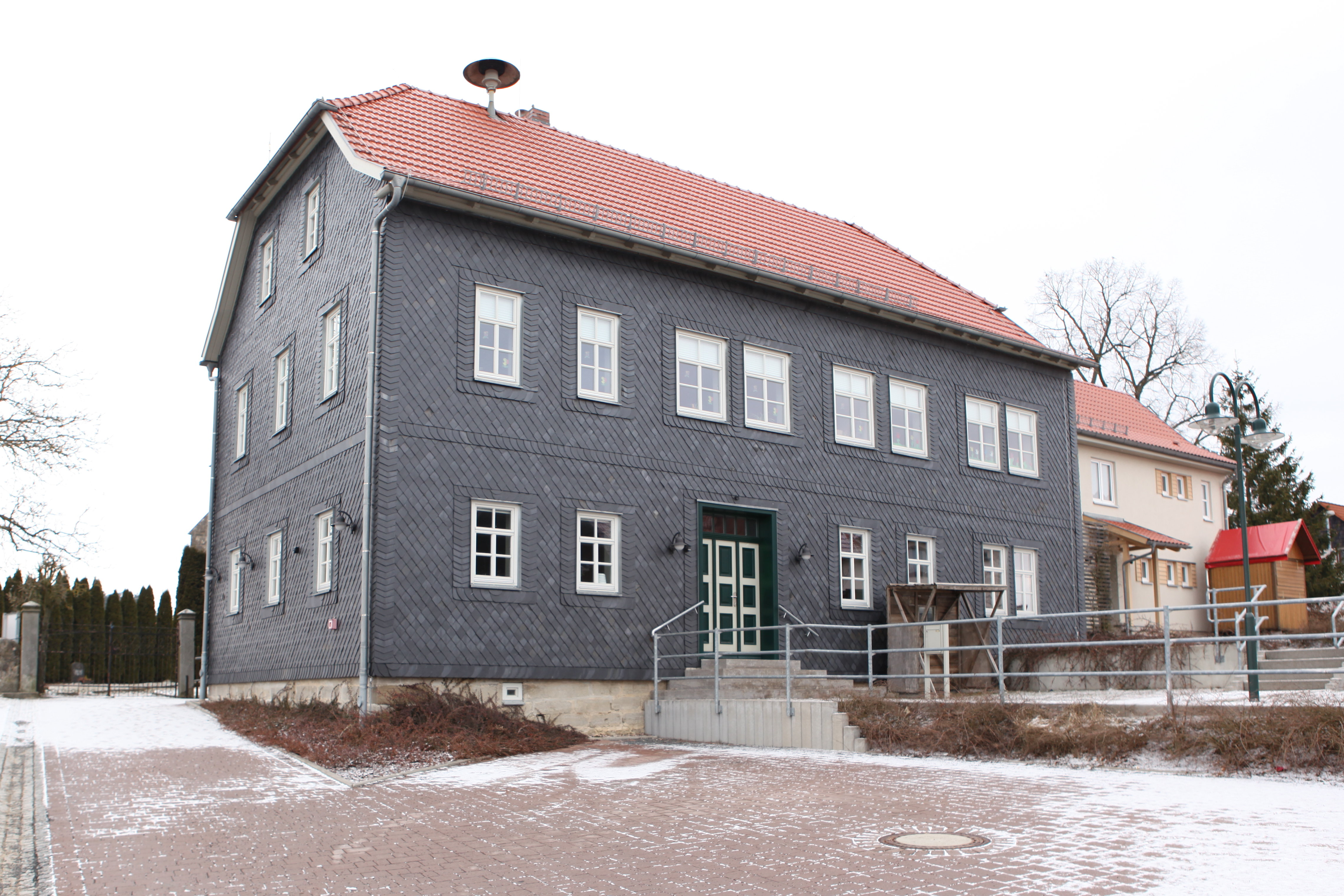
Kindergarten

## Geschichte
Am 25. Mai 956 wurde das Dorf erstmals urkundlich erwähnt. Während der Zeit der Stammesherzogtümer lag der Ort im Herzogtum Franken. Herrschaftsmäßig gehörte der Ort im Amt Themar zunächst zur Grafschaft Henneberg, nach 1583 zu verschiedenen sächsischen Herzogtümern und von 1826 bis 1918 zum Herzogtum Sachsen-Meiningen. 1920 kam er zum Land Thüringen.

## Gemeinderat
Der Gemeinderat in St. Bernhard besteht aus sechs Ratsmitgliedern:
- SV 84: 2 Sitze
- Feuerwehrverein: 2 Sitze
- Freie Wähler: 2 Sitze

(Stand: Kommunalwahl am 25. Mai 2014)

## Sehenswürdigkeiten
Die evangelisch-lutherische Kirche St. Martin wurde 1842 bis 1844 errichtet.

## Wirtschaft und Infrastruktur
Der Ort ist überwiegend landwirtschaftlich geprägt. Die Landgenossenschaft Goldene Ähre Beinerstadt ist Arbeitgeber für mehrere Einwohner der Gemeinde.